# Jean-Yves Collette
Pour les articles homonymes, voir Collette (homonymie).
Jean-Yves Collette est un écrivain et un éditeur québécois, né à Sainte-Agathe-des-Monts le 22 décembre 1946. 

## Biographie
Entre 1966 et 1990, Jean Yves Collette a été membre du comité de rédaction de la revue La Barre du jour, puis cofondateur et membre de la rédaction et de la direction de la revue d’avant-garde littéraire La Nouvelle Barre du jour pendant plus de vingt-trois ans.  
En 1977, il a été membre fondateur et premier secrétaire général de l’Union des écrivains québécois.  
En 1980, il fut le directeur de la collection « empreinte » aux éditions Le biocreux.  
En 1986, il a assumé la fonction de vice-président de l’Association des éditeurs de périodiques culturels québécois. Il a également été membre de l’Association des éditeurs canadiens.   
En 1988, il est président du comité des foires internationales.   
Outre La Barre du jour et La Nouvelle Barre du jour, Jean Yves Collette a collaboré à de nombreuses revues littéraires dont Estuaire, Hobo-Québec, L'Illettré, Œdipe (France), Le Journal des Poètes (France), Les Herbes rouges et Odradek (Belgique). 
Il a reçu le Prix Émile-Nelligan pour La Mort d'André Breton, en 1981. Depuis 1990, il travaille à divers titres dans plusieurs maisons d’éditions montréalaises. Depuis  2002, il dirige la collection « en question » aux éditions Québec Amérique.
Entre 1990 et 2005, il est absent de la scène littéraire. Il revient à la publication en 2006 avec un récit intitulé Anna & lui et toute une série de publications.
En 2009, il a fondé Vertiges éditeur, une maison d’édition virtuelle qui s’intéresse à la littérature et aux arts visuels contemporains, et qui propose des publications gratuites.
Chez Jean-Yves Collette, la poésie est au service de la sensualité et de la jouissance. Paul Chanel Malenfant écrira à ce propos : « Chez Jean-Yves Collette, le texte amoureux se trame dans les nomenclatures des jouissances où s'exaltent le sang, le sperme, la salive et toutes nourritures [...] ».

## Prix et honneurs
- 1981 - Prix Émile-Nelligan pour La Mort d'André Breton

### Autres sources
- Collette, Jean-Yves, L'ïle (infocentre littéraire des écrivains québécois,
- Jean-Yves Collette, Rétrospective, Caroline Bayard, Lettres québécoises, 1987,
- Lyne Richard, Jean Désy, Jean Yves Collette et Michel Gay, Jacques Paquin, Lettres québécoises, 2010,
- Littérature québécoise, Nuits blanches, 1988.
- Andrée A. Michaud, Jean Yves Collette, Linda Amyot, Hugues Corriveau, Lettres québécoises, 2007,
- "Du retour des années 60 aux revers de l’amour : Préliminaires — textes 1965-1970 de Jean-Yves Collette , Caroline Bayard, Lettres québécoises, 1985,
- Encyclopedia of Litterature in Canada,
- La Poésie québécoise des origines à nos jours: anthologie, 1980,
- Prix Émile-Nelligan 1981,